# Улица Пограничника Гарькавого
Улица Пограничника Гарька́вого — улица в Красносельском районе Санкт-Петербурга. Начинается у Петергофского шоссе и заканчивается у ж/д платформы Сосновая Поляна.
В южной части имеет форму бульвара с пешеходной дорожкой посередине и выделенной одноколейной «скоростной» трамвайной линией. Названа в честь пограничника майора Алексея Дмитриевича Гарькавого, погибшего во время Великой Отечественной войны при обороне Ленинграда.

## История

Улица Пограничника Гарькавого на карте Сосновой поляны, 1985 г.

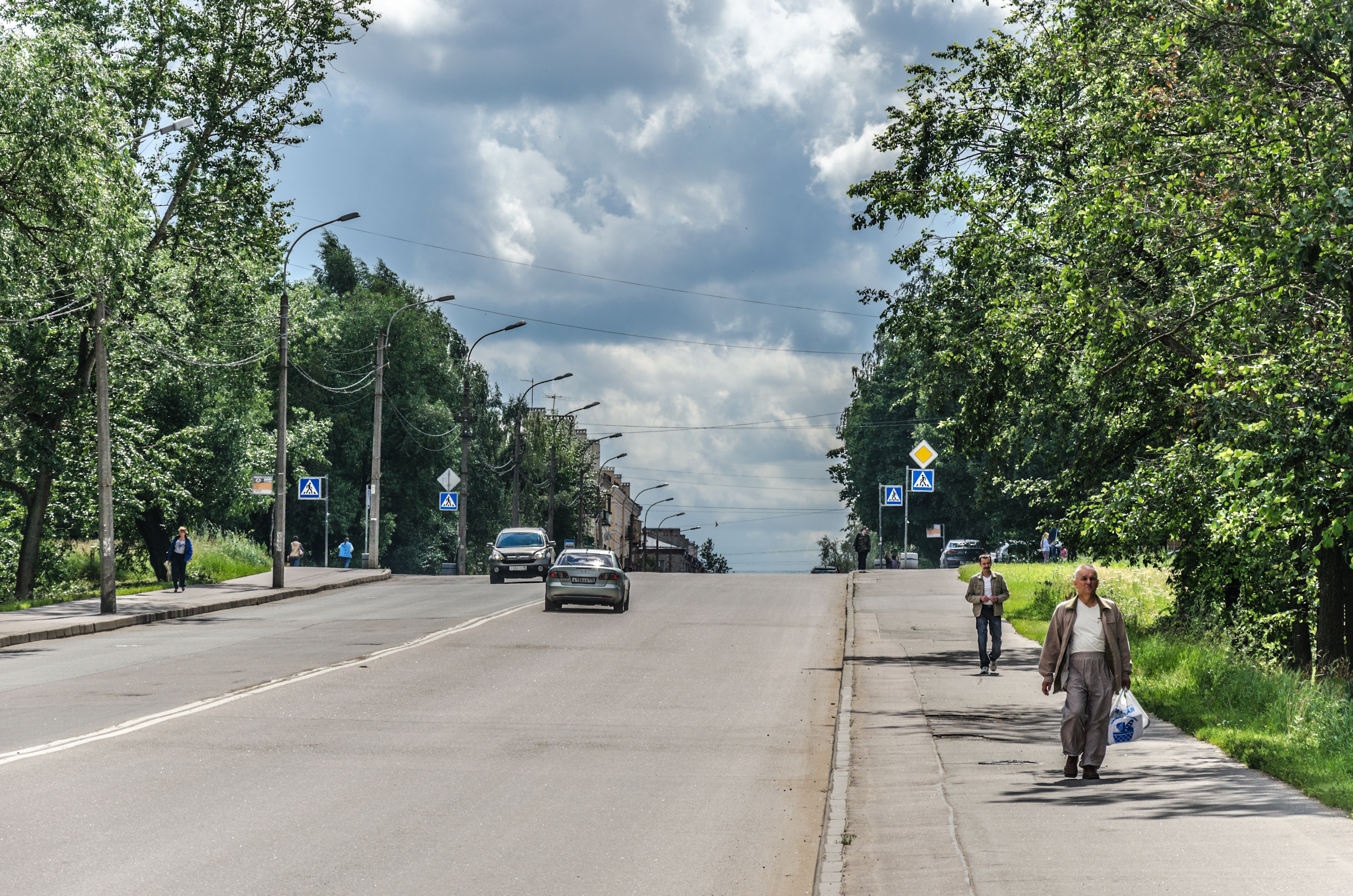
Улица Пограничника Гарькавого возле Петергофского шоссе

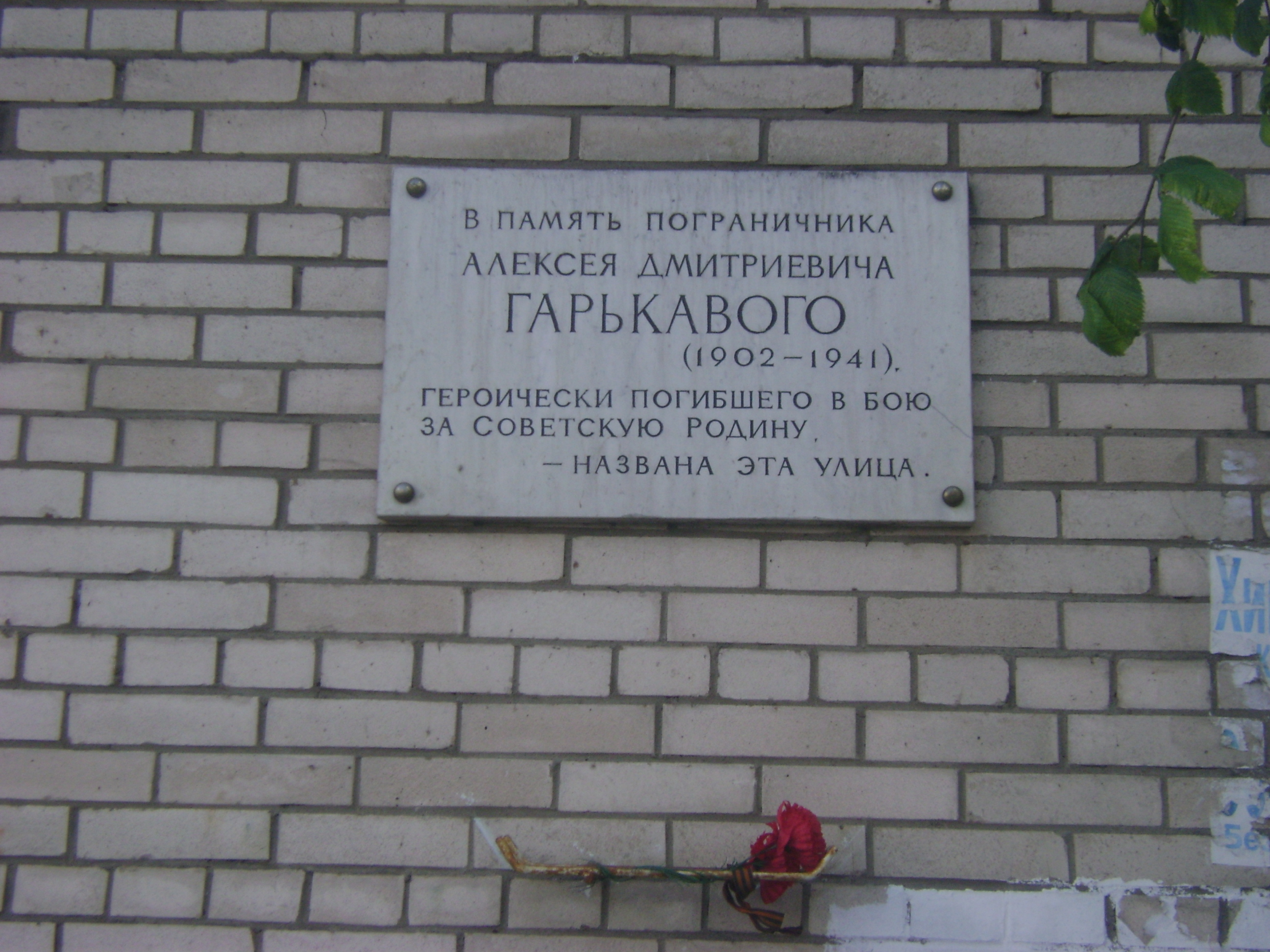
Памятная доска на ул. Пограничника Гарькавого

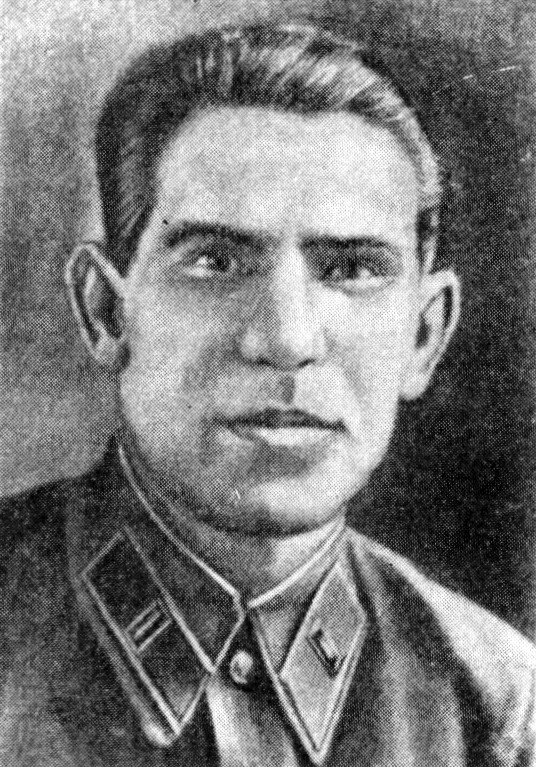
Пограничник Гарькавый

До 1974 года улица называлась Бульварной. Бульварная улица располагалась в историческом районе Сосновая Поляна с начала XX века – в 1910 году владельцы земель на Петергофской дороге, депутат Государственной думы Российской империи Яков Львов и его брат Павел устроили в своих владениях дачный поселок, названный Сосновой Поляной, в котором было заложено две параллельных аллеи. Западная аллея позднее была преобразована в улицу, проезжая часть которой была разделена надвое озеленённым бульваром для прогулок, что и дало улице ее название. До 1963 года в состав города Сосновая Поляна не входила.
В 1930-х годах улица начала застраиваться кирпичными домами, которые были практически разрушены во время Великой Отечественной войны. В 1945—1953 годах на улице появились двух- и трёхэтажные так называемые «немецкие» (по одной из версий, в строительстве принимали участие пленные военнослужащие противника) дома по проекту архитектора Андрея Андреевича Оля. Под его руководством было создано несколько малоэтажных домов-коттеджей. До середины 1980-х годов на улице Пограничника Гарькавого можно было встретить частные деревянные домики, но к 90-м годам XX века все они были снесены.
В 1963 году улица стала частью Ленинграда и вошла в состав Кировского района, а позднее, когда в 1973 году был организован Красносельский район, оказалась в его составе.
В декабре 1974 года Бульварная улица была переименована в честь майора пограничных войск Алексея Дмитриевича Гарькавого, известного своей борьбой с басмачами, финнами и фашистами.  Изначально имя Гарькавого хотели присвоить проезду между улицей Чекистов и Петергофским шоссе (в настоящее время – часть Полежаевского парка).
Вместе с переименованием улицу укрупнили – к ней присоединили дома прекратившей существование Георгиевской улицы.

### Транспорт
- ближайшая станция метро: проспект Ветеранов (далее наземным транспортом)
- железнодорожная платформа Сосновая поляна (на пересечении с проспектом Народного Ополчения)
- непосредственно по улице проезжают:

1. Автобусы № 130, 163, 203, 226, 229, 284, 333
2. Трамвай № 52 (в сторону метро Автово)

- пересекают улицу:
- По Петергофскому шоссе:

1. Трамвай № 36, 60
2. Автобус № 103, 162, 201, 204, 210, 401, 486
3. Маршрутки № К401а, 486в, 650а
4. Трамвай № 52 (в сторону станции «Сосновая поляна»)

- По проспекту Ветеранов:

1. Троллейбус № 37, 46
2. Автобус № 68, 68А, 130, 343
3. Маршрутки 635,639б
4. Трамвай № 52 (в сторону станции «Сосновая поляна»)

## Объекты
- Памятная доска на доме 32, открыта в 1976 году. Текст: «В память пограничника Алексея Дмитриевича Гарькавого (1902—1941), героически погибшего в бою за Советскую Родину, названа эта улица».
- Демидовский парк (в начале улицы по левую её сторону)
- кинотеатр «Восход».
- муниципальный совет МО «Сосновая поляна» (д. 27, корп. 2).
- трамвайное кольцо (трамвай № 52) — на пересечении улицы Пограничника Гарькавого и проспекта Народного Ополчения.

## Пересечения
- улица Адмирала Трибуца
- Петергофское шоссе
- улица Чекистов
- Новобелицкая улица
- Добрушская улица
- проспект Ветеранов
- проспект Народного Ополчения